# HBO Polska

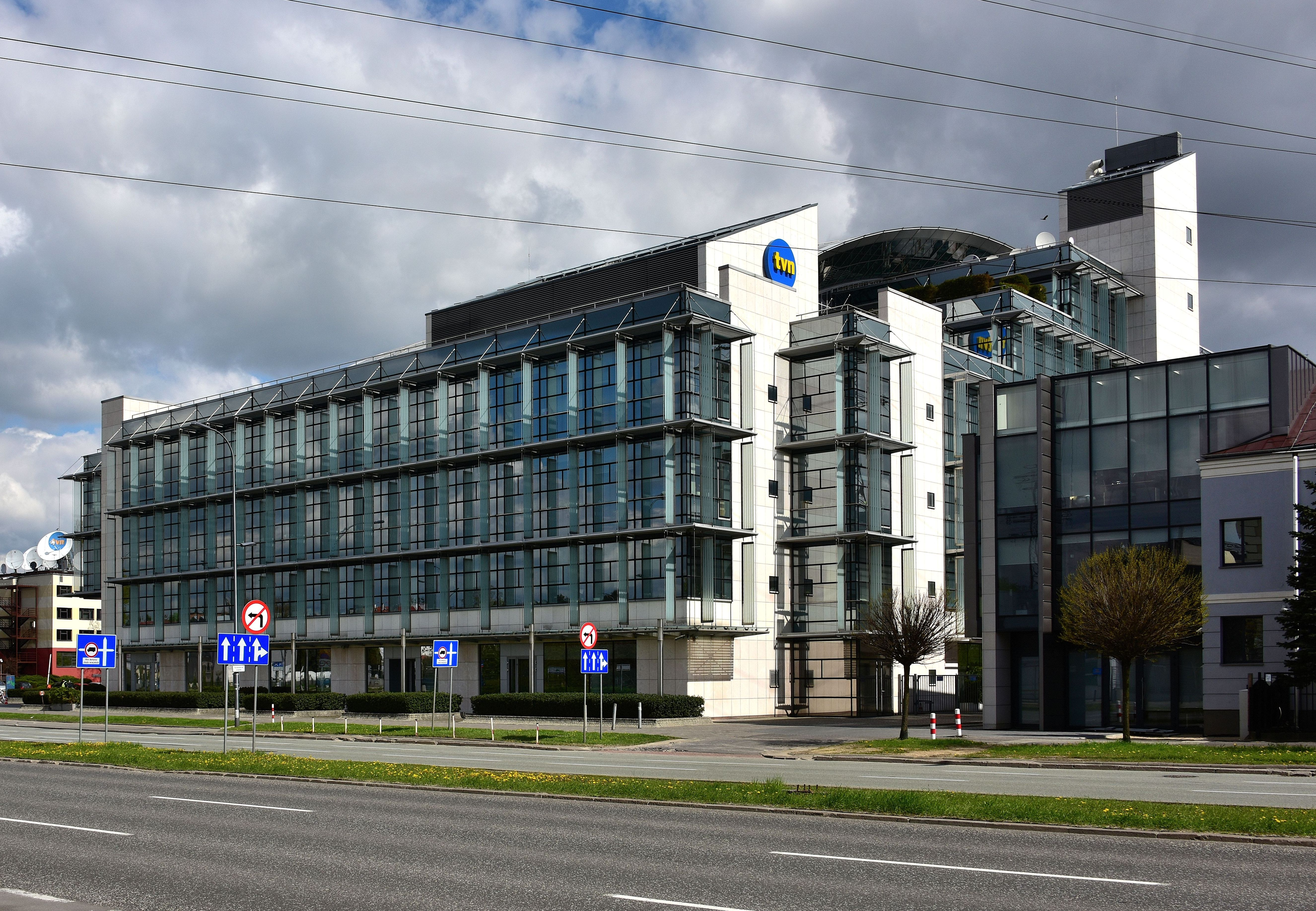
Siedziba spółki przy ul. Wiertniczej 166 w Warszawie

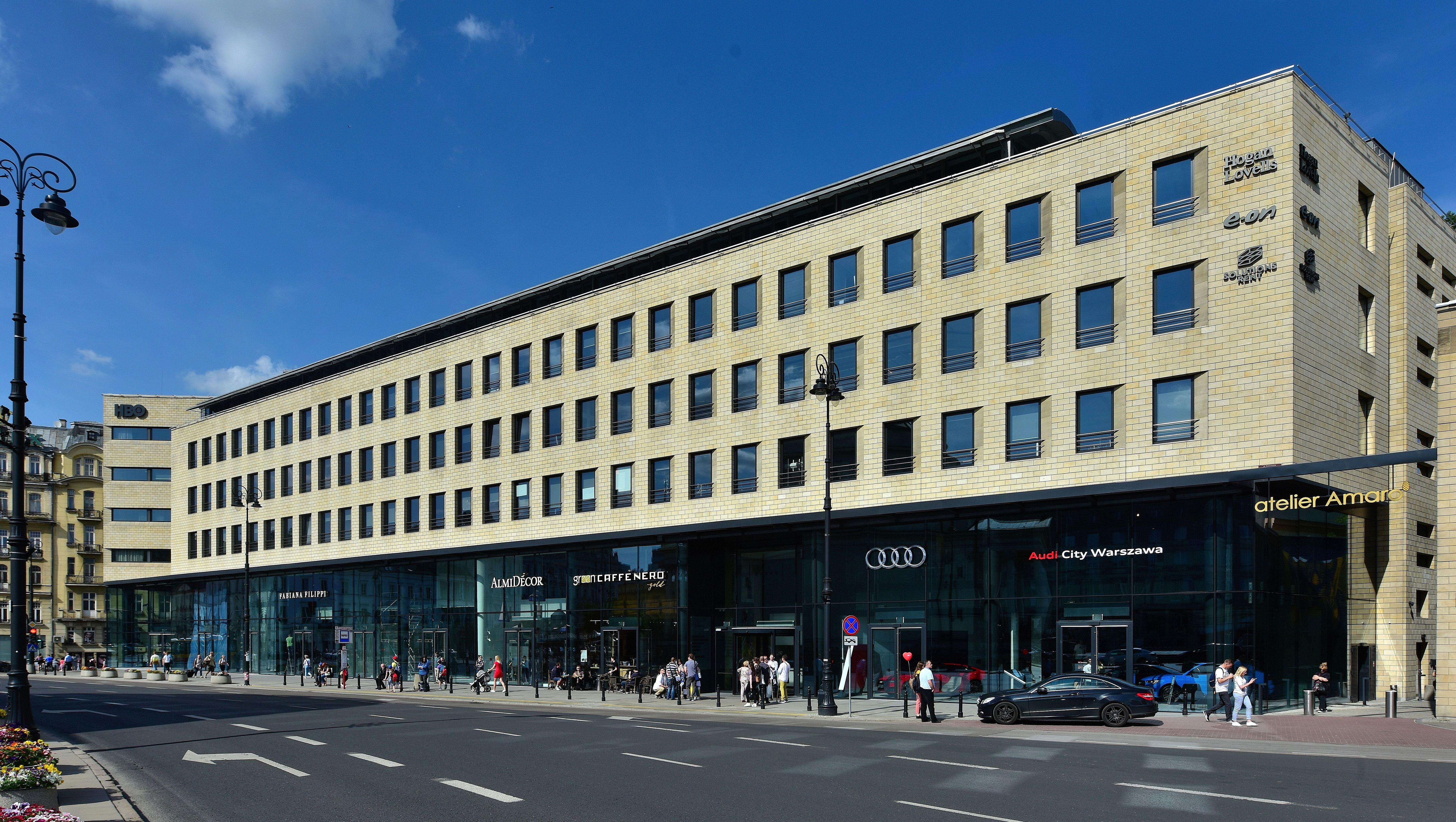
Biurowiec Ethos przy placu Trzech Krzyży 10/14 w Warszawie, dawna siedziba spółki

HBO Polska (akronim od Home Box Office) – płatna polska sieć stacji telewizyjnych, nadająca głównie filmy największych wytwórni filmowych z Hollywood oraz produkująca własne seriale telewizyjne. Polski oddział amerykańskiej sieci HBO, prowadzony przez HBO Europe. Stanowi część grupy TVN Warner Bros. Discovery, polskiego oddziału amerykańskiego przedsiębiorstwa Warner Bros. Discovery.
W skład HBO na terenie Polski wchodzą 3 kanały: HBO (HD), HBO2 (HD) i HBO3 (HD). Spółka HBO jest też właścicielem kanałów Cinemax HD, Cinemax 2 HD, Cinemax i Cinemax 2. Dodatkowo jest dostępna wypożyczalnia filmów HBO On Demand (dawniej HBO Digital) oraz serwis strumieniowy HBO Max (dawniej HBO Go). W Polsce HBO był producentem programów rozrywkowych Na Stojaka i HBO Stand Up Comedy Club.
Kanały należące do grupy HBO nie emitują reklam. Sporą część ramówki stanowią najnowsze produkcje światowego kina, które bywają emitowane nawet kilka dni po premierze w danym kraju. Zasadniczo, stacje wchodzące w skład koncernu odtwarzają filmy i programy wyprodukowane po roku 2000 ze szczególnym uwzględnieniem drugiej dekady XXI wieku.

## Historia kanału
W Polsce kanał HBO rozpoczął próbną emisję z Niemiec 12 lipca 1996 roku, a oficjalnie uruchomiono go 17 września 1996 roku.  Do końca 2007 roku stacja, wraz z kolejno uruchamianymi nowymi kanałami HBO2 i HBO Comedy, była dostępna w ofercie platformy satelitarnej Cyfra+ i w sieciach kablowych. 1 stycznia 2008 roku platforma straciła wyłączność na kanały HBO, w wyniku czego kanały znalazły się też na innych platformach. Platforma cyfrowa n oraz Cyfrowy Polsat wraz z datą zakończenia wyłączności dołączyły pakiet HBO do swojej oferty.
8 marca 2022 w Polsce wystartował prowadzony przez HBO Polska serwis strumieniowy HBO Max typu wideo na życzenie. Zastąpił on funkcjonującą wcześniej platformę HBO Go.

## Logo
| Data                                                 | Opis                                                                   | Ilustracja |
| ---------------------------------------------------- | ---------------------------------------------------------------------- | ---------- |
| 17 września 1996 – 31 grudnia 2016, od 16 lipca 2020 | Czarny napis "HBO" z czarnym kółkiem w "O".                            |            |
| 1 stycznia 2017 – 15 lipca 2020                      | Logo podobne do poprzedniego, z tym, że logo zyskało jasnoszarą barwę. |            |

### HBO HD
| Data                           | Opis                                                                                               | Ilustracja |
| ------------------------------ | -------------------------------------------------------------------------------------------------- | ---------- |
| 20 marca 2008 – 3 marca 2011   | Logo HBO, obok niebieski napis "HD".                                                               |            |
| 4 marca 2011 – 31 grudnia 2016 | Logo podobne do poprzedniego, tyle że dodano czarną kreskę i odświeżono napis "HD".                |            |
| od 1 stycznia 2017             | Logo podobne do poprzedniego, z tym że logo zyskało jasnoszarą barwę, a napis "HD" jasnoniebieską. |            |

## Wersja HDTV
HBO HD – kanał telewizyjny należący do HBO, w którym emitowane są filmy w wysokiej rozdzielczości HDTV. HBO HD został uruchomiony 20 marca 2008 roku. Stacja nadaje tę samą ramówkę co HBO w standardowej jakości.
HBO Polska już w marcu 2008 roku rozpoczęła testy techniczne HBO HD. Kanał dostępny jest powszechnie na wszystkich polskich platformach satelitarnych oraz w wielu sieciach kablowych w ramach dodatkowo płatnego pakietu HBO.

## Seriale oryginalne
| Tytuł              | Data premiery             | Data zakończenia      | Odcinki | Sezony | Źr.    |
| ------------------ | ------------------------- | --------------------- | ------- | ------ | ------ |
| Bez tajemnic       | 17 października 2011(dts) | 13 grudnia 2023(dts)  | 115     | 3      | [ 7 ]  |
| Wataha             | 12 października 2014(dts) | 10 stycznia 2020(dts) | 18      | 3      | [ 8 ]  |
| Pakt               | 8 listopada 2015(dts)     | 25 grudnia 2016(dts)  | 12      | 2      | [ 9 ]  |
| Ślepnąc od świateł | 27 października 2018(dts) | 16 grudnia 2018(dts)  | 8       | 1      | [ 10 ] |
| W domu             | 16 lipca 2020(dts)        | 16 lipca 2020(dts)    | 14      | 1      | [ 11 ] |
| Porządny człowiek  | 21 marca 2025(dts)        | 27 kwietnia 2025(dts) | 6       | 1      | [ 12 ] |

## Wyróżnienia
- 2010 – Telekamera w kategorii kanał filmowy[13].
- 2015 – Telekamera w kategorii kanał filmowy.